# Talas (flod)
För andra betydelser, se Talas.
Talas är en flod i Centralasien med start i Kirgizistan och utlopp i Kazakstan.
Floden har sitt ursprung i Kirgizbergen i Talasprovinsen i Kirgizistan, där floderna Karakol och Uschkaschi flyter samman. Den rinner sedan västerut förbi staden Talas. Efter detta tar den en nordvästlig riktning och rinner förbi Taraz, varefter den försvinner i öknen Mujunkum i Zjambylprovinsen. Totalt har floden 20 bifloder, varav de flesta är mindre åar.

## Avrinningsområde
Flodens avrinningsområde brukar av praktiska skäl slås samman med Tju och Asa (Assa). Avrinningsområdet finns till största delen i öknar, halvöknar och stäpper. Avrinningsområdet har därför förhållandevis låg vattenmängd, men har med sina 1,65 km³ grundvatten ändå en något större grundvattenreserv än Aral-Syr-Darjabäckenet. Samtliga av floderna är uppdämda för konstbevattning.  En kommission med representanter från de båda länderna, Chu-Talas River Basins Commission, har tillsatts av OSCD för att komma tillrätta med många av de problem som uppstår med begränsade vattenresurser i torra områden som detta.

## Kirovskdammen
Talas var 1995 uppdämd på tre ställen, med en sammanlagd dammkapacitet på 0,6 km³, varav den största av dammarna, Kirovskdammen, upptog 0,55 km³. Den siffran är samma idag, enligt Chu-Talas River Basins Commission. 
Vattnet som däms upp av Kirovskdammen kommer båda ländernas bevattningssystem till del, men främst Kirgizistans. Det vatten som rinner vidare (normalt 180 m³/s) kommer till Temirbekreservoaren i Kazakstan.

## Historia
Talas har gett namn åt slaget vid Talas år 751, där muslimska abbasider under ledning av Ziyad ibn Salih besegrade den kinesiska Tangdynastin och därmed vann kontroll över området.
Flodens avdelare i söder är bergskedjan Talas-Alatau, där Kirgizistans nationalhjälte Manas sägs vara född.